# Список умерших в 989 году

## Январь
- 23 января — Адальберон, французский церковный и государственный деятель[1].

## Апрель
- 13 апреля — Варда Фока Младший, византийский военачальник, стратег фемы Антиохия, провозглашенный императором.

## Июль
- 22 июля — Чэнь Туань (117), полулегендарный даосский святой.

## Октябрь
- 5 октября — Генрих I, герцог Каринтии (976—978, 985—989) и Баварии (983—985, под именем Генрих III)[2].

## Ноябрь
- 10 ноября — Гуго II де Кавалькан, архиепископ Руана (942—989)[3].

## Дата смерти неизвестна или требует уточнения
- Глуниайрн, скандинавский король Дублина из династии Уи Имар (980—989)[4].
- Гудред I Харальдссон, норвежско-гэльский король Мэна и островов (977—989).
- Осдаг, епископ Хильдесхайма (985—989).
- Смбат II, царь (шахиншах) Армении (977—989).